# Lijst van soera's
Hieronder volgt een complete lijst van soera's (Arabisch: سورة soera, "hoofdstuk") in de Koran, met naam (getranslitereerd, Arabisch en Nederlandse vertaling), aantal verzen (ayat) en de plaats van openbaring aan Mohammed als profeet binnen de islam. Daaronder de onderverdeling van alle soera's van de Koran in 30 delen, om de Koran in één maand, met name in de maand ramadan, helemaal te lezen.
Opgemerkt moet worden dat de "titel" van een soera meestal niet aangeeft waar de soera over gaat maar vaak slechts als symbolische aanduiding wordt gebruikt om zo de soera's te kunnen onderscheiden. Zo gaan de soera's Yunus en Ibrahim bijvoorbeeld niet over het leven van Jonas en Abraham. Namen die wel de inhoud van de soera weergeven zijn aangegeven met ° en namen die voor een redelijk tot groot deel de inhoud weergeven met (°).
Er is enige discussie over de plaats van openbaring van sommige soera's (geopenbaard in Mekka of Medina). Dit kan komen doordat bijvoorbeeld het eerste gedeelte van een bepaalde soera in Mekka is geopenbaard en het tweede gedeelte in Medina of omdat commentatoren andere criteria hanteren, zoals thema van de soera of door wie de soera als eerste is "gerapporteerd". Zie verder de noten onder de tabel.
Sommige soera's zijn onder twee verschillende namen bekend.
Het aantal verzen is voor mensen van de Ahmadiyya enigszins afwijkend. Zij tellen het Basmala, dat opgezegd wordt vóór (bijna) elke soera, ook als vers. Daardoor hebben volgens hen alle soera's (behalve soera 1 en 9) één vers meer.

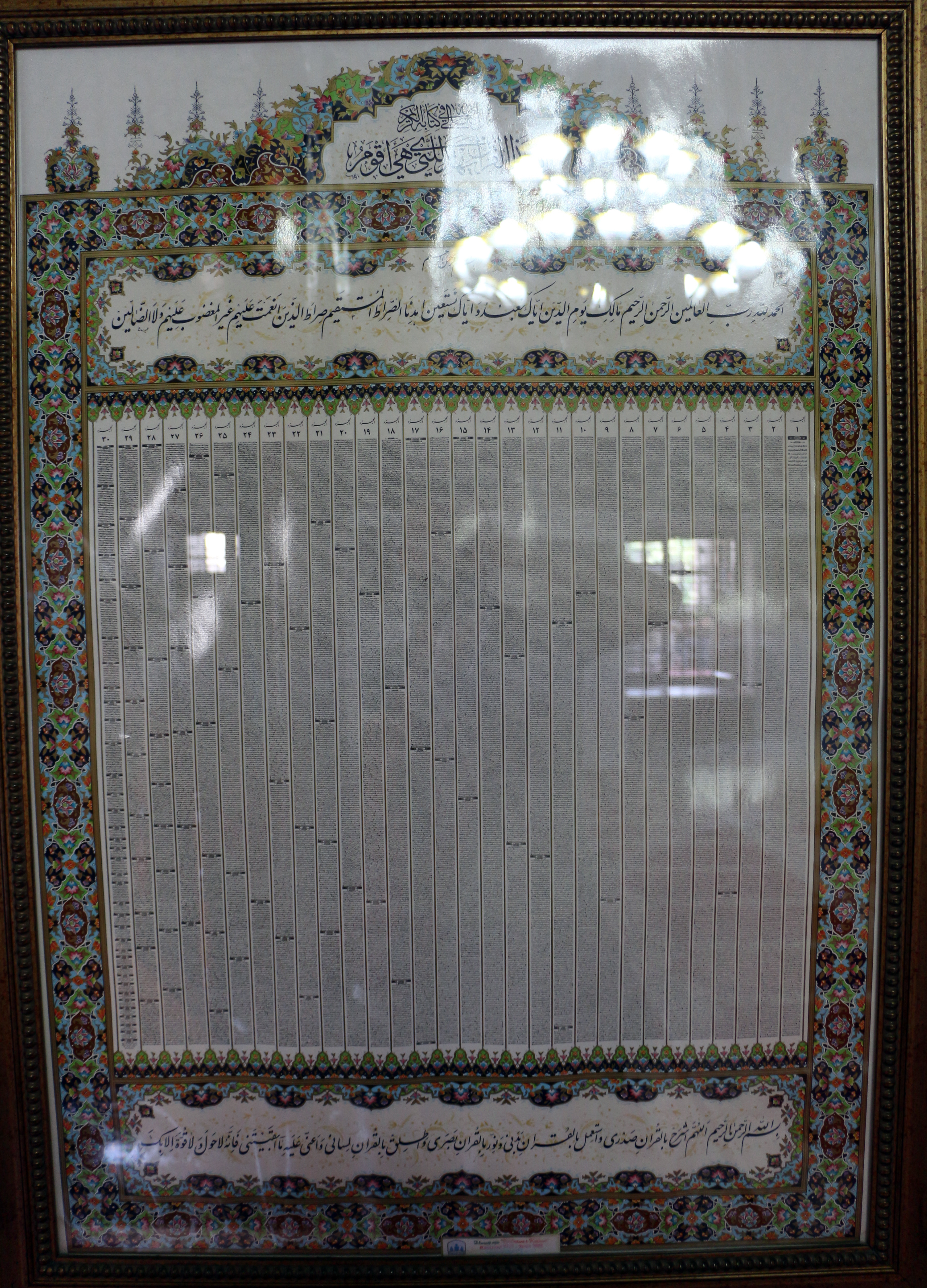
Lijst van alle Koran-soera's in de Et'hem Bey-moskee van de Albanese hoofdstad Tirana.

## De Koran in 30 delen (adjza')
De Koran is verdeeld in 30 delen, ofwel adjza' (enkelvoud djoez' of djuz'), zodat men het hele boek in een maand (30 dagen) kan lezen. Dit gebeurt vooral in de vastenmaand Ramadan. In de tabel hieronder is aangegeven hoe deze verdeling is. De nummering geeft "soera:ayat" (hoofdstuk:vers) aan. Er wordt ook wel een verdeling in zestig delen gebruikt (in zestig ahzab, enkelvoud hizb), door elke djoez' in tweeën te delen. Elke hizb kan ook weer onderverdeeld worden.
| De Koran verdeeld in 30 delen | De Koran verdeeld in 30 delen | De Koran verdeeld in 30 delen | De Koran verdeeld in 30 delen | De Koran verdeeld in 30 delen |
| ----------------------------- | ----------------------------- | ----------------------------- | ----------------------------- | ----------------------------- |
| Deel                          | Van – tot                     |                               | Deel                          | Van – tot                     |
| 1.                            | 1:1 – 2:140                   |                               | 16.                           | 18:75 – 20:135                |
| 2.                            | 2:141 – 2:252                 |                               | 17.                           | 21:1 – 22:78                  |
| 3.                            | 2:253 – 3:91                  |                               | 18.                           | 23:1 – 25:20                  |
| 4.                            | 3:92 – 4:24                   |                               | 19.                           | 25:21 – 27:59                 |
| 5.                            | 4:25 – 4:147                  |                               | 20.                           | 27:60 – 29:44                 |
| 6.                            | 4:148 – 5:82                  |                               | 21.                           | 29:45 – 33:30                 |
| 7.                            | 5:83 – 6:110                  |                               | 22.                           | 33:31 – 36:21                 |
| 8.                            | 6:111 – 7:87                  |                               | 23.                           | 36:22 – 39:31                 |
| 9.                            | 7:88 – 8:40                   |                               | 24.                           | 39:32 – 41:46                 |
| 10.                           | 8:41 – 9:93                   |                               | 25.                           | 41:47 – 45:37                 |
| 11.                           | 9:94 – 11:5                   |                               | 26.                           | 46:1 – 51:30                  |
| 12.                           | 11:6 – 12:52                  |                               | 27.                           | 51:31 – 57:29                 |
| 13.                           | 12:53 – 15:1                  |                               | 28.                           | 58:1 – 66:12                  |
| 14.                           | 15:2 – 16:128                 |                               | 29.                           | 67:1 – 77:50                  |
| 15.                           | 17:1 – 18:74                  |                               | 30.                           | 78:1 – 114:6                  |

## Transliteratie en weergave
De transliteratie van de Arabische woorden is omstreden, er zijn dan ook verschillende systemen voor transliteratie van het Arabisch.

In de tabel zijn enkele verschillende letters hetzelfde getranslitereerd:
- ت en ة (ta en ta marbuta) als "t". Ta marbuta is aan het eind van een woord soms ook als "h" weergegeven.
- ث en ط (tha en ṭa) als "th".
- س en ص (sin en ṣad) als "s".
- ح en ه (ha en ḥa en soms ook ta marbuta) als "h".

In de weergave van de Arabische woorden is bewust gekozen om de klinkertekens e.d. (diakritische tekens) zo veel mogelijk weg te laten. Dit heeft te maken met de weergave van de codering van het Arabische font in browsers (overlapping van letters en hun klinkertekens). Zouden alle klinkertekens e.d. wel gecodeerd worden dan wordt de tekst soms slecht leesbaar.

Het teken voor verdubbeling van letters (šadda of tashdid) is wel weergegeven. Af en toe is ook sukun (teken dat de medeklinker geen klinker draagt) gebruikt maar alleen als dat nodig was voor correcte weergave van woorden (lees: correcte verbindingen van letters).
Let op: In de Arabische tekst kunnen nog enige fouten voorkomen.

## Gebruikte bronnen
- De Koran: een weergave van de betekenis van de Arabische tekst in het Nederlands, Fred Leemhuis, 1990, Het Wereldvenster, ISBN 9026940785
- Al-Qur'an dan Terjemahnya (Indonesisch: "De Koran en zijn vertaling"), Koran met Arabische en Indonesische tekst.
- The Noble Qur'an, v. 2.0, Islamasoft.com
- Qur'an Viewer, v. 2.1, (destijds beschikbaar op DevineIslam.com)

De Opening · De Koe · Het Geslacht van Imraan · De Vrouwen · De Tafel · Het Vee · De Kantelen · De Buit · Het Berouw (De Vrijheid) · Jonas · Hud · Jozef · De Donder · Abraham · Al-Hidjr · De Bijen · De Nachtreis · De Spelonk · Maria · Ta Ha · De Profeten · De Bedevaart · De Gelovigen · Het Licht · De Onderscheiding · De Dichters · De Mieren · De Vertelling · De Spin · De Byzantijnen · Luqman · De Aanbidding · De Partijscharen · Sheba · Schepper · Ya Sin · De in de Rangen Behorenden · Saad · De Groepen · Vergever · Duidelijk Uiteengezet · De Consultatie · Pracht en Praal · De Rook · De Geknielden · De Zandduinen · Mohammed · Het Succes · De Binnenvertrekken · Qaaf · De Winden die Verspreiden · De Berg · De Ster · De Maan · De Erbarmer · De Onoverkomelijke Gebeurtenis · Het IJzer · De Twist · De Opdrijving · De op de Proef Gestelden · De Strijdplaats · De Vrijdag (Bijeenkomst) · De Huichelaars · Het Bedrog · De Verstoting · De Verbodenverklaring · Het Koningschap · De Pen · De Wezenlijke · De Manieren van Ascentie · Noach · De Demonen · De Ingehulde · De Ommantelde · De Resurrectie · De Mens · De Uitgezondenen · Het Nieuws · De Uitrukkenden · Hij Fronste · Het Opvouwen · De Splijting · De Knoeiers · De Uiteenscheuring · De Sterrenstelsels · De Nachtelijke Bezoeker · De Allerhoogste · Het Overweldigende Moment · De Dageraad · De Stad · De Zon · De Nacht · De Glorieuze Ochtend · De Expansie · De Vijgenboom · De Bloedklomp · De Waardevolle Nacht · Het Uitsluitende Bewijs · De Beving · De Rennenden · De Dag van Oproering · De Wedijver om Vermeerdering · De Namiddag · De Lasteraar · De Olifant · De Quraisjieten · De Noden van Buren · De Overvloedigheid · De Ongelovigen · De Hulp · De Touwvezels · De Toewijding · De Doorbraak · De Mensheid